# Microcebus
Microcebus é um gênero de lêmures pertencente à família Cheirogaleidae. Os membros desse gênero são conhecidos como lêmures-ratos.

## Espécies
- Microcebus arnholdi Louis et al., (2008)
- Microcebus berthae (Rasoloarison, Goodman e Ganzhorn, 2000)
- Microcebus bongolavensis Oliveri et al., 2007
- Microcebus boraha Hotaling et al., 2016
- Microcebus danfossi Oliveri et al., 2007
- Microcebus ganzhorni Hotaling et al., 2016
- Microcebus gerpi Radespiel et al., 2012
- Microcebus griseorufus (Kollman, 1910)
- Microcebus jollyae Louis et al., 2006
- Microcebus jonahi Schüssler et al., 2020
- Microcebus lehilahytsara Roos e Kappeler, 2005
- Microcebus macarthurii Radespiel et al., 2008
- Microcebus mamiratra Andriantompohavana et al., 2006
- Microcebus manitatra Hotaling et al., 2016
- Microcebus margotmarshae Andriantompohavana et al., 2006
- Microcebus marohita Rasoloarison et al., 2013
- Microcebus mittermeieri Louis et al., 2006
- Microcebus murinus (Miller, 1777)
- Microcebus myoxinus Peters, 1852
- Microcebus ravelobensis Zimmermann, Cepok, Rasoloarison, Zietemann e Radespiel, 1998
- Microcebus rufus É. Geoffroy, 1834
- Microcebus sambiranensis (Rasoloarison, Goodman e Ganzhorn, 2000)
- Microcebus simmonsi Louis et al., 2006
- Microcebus tanosi Rasoloarison et al., 2013
- Microcebus tavaratra (Rasoloarion, Goodman e Ganzhorn, 2000)